# Église Saint-Michel d'Ordiarp
L'église Saint-Michel est une église catholique située à Ordiarp, en France.

## Localisation
L'église est située dans le département français des Pyrénées-Atlantiques, sur la commune d'Ordiarp.

## Historique
L'édifice est classé au titre des monuments historiques en 1922.